# کرم‌ها: نسخه کارگردان
کرم‌ها: نسخه کارگردان (انگلیسی: Worms: The Director's Cut) یک بازی استراتژی با سلاح‌های توپخانه‌ای است و دنباله‌ای برای بازی کرم‌ها می‌باشد که توسط تیم ۱۷ توسعه یافته و توسط Ocean Software منتشر شده است. این بازی توسط اندی دیویدسون برنامه‌نویسی شده و در سال ۱۹۹۷ تنها برای پلتفرم آمیگا منتشر شد.
بازیکن کنترل تیمی از کرم‌ها را در اختیار دارد و به نوبت به حریفان رایانه ای یا انسانی که تیم‌های دیگر را کنترل می‌کنند حمله می‌کند. این بازی بر اساس Worms (1995) ساخته شده و پیشرفت‌های گرافیکی و گیم پلی مختلفی را اضافه می‌کند. نسخه کارگردان نقدهای مثبتی دریافت کرد، در درجه اول به دلیل فروش این بازی در اواخر عمر آمیگا، اما تنها ۵۰۰۰ نسخه در سرتاسر جهان فروخت.
در سال ۲۰۲۱، اعلام شد که کرم‌ها: نسخه کارگردان یکی از چندین بازی Team17 است که در A500 Mini گنجانده شده است.